# Регулярное масонство
Регулярное масонство — великие ложи, объединённые в одно направление, по принципу взаимного признания, имеющие ключевое признание со стороны Объединенной великой ложи Англии и северо-американских великих лож.

## Структура масонства
Современное масонство неоднородно, не имеет единого руководства, центра управления и единой иерархии.
Основная масса масонских организаций представляет собой объединения масонов (вольных каменщиков), проводящих работы в трех степенях символической ложи («голубые», «иоанновские», «символические» степени: «ученик», «подмастерье», «мастер»).
Отдельные ложи объединяются по территориальному признаку в юрисдикции («великая ложа» или «великий восток»), избранное руководство которых осуществляет общую координацию деятельности всех членов юрисдикции и контакты с другими юрисдикциями.
Члены лож, одновременно состоящие в дополнительных масонских степенях и орденах, составляют, кроме лож, отдельные организации дополнительных степеней («советы», «ложи», «капитулы», «трибуналы», «ареопаги», «конклавы»), которые строятся по тому же территориальному принципу. Юрисдикции «дополнительных степеней» осуществляют как общую координацию членов этих степеней на своей территории, так и контакты между «юрисдикциями дополнительных степеней» разных стран и между «юрисдикциями дополнительных степеней» и «юрисдикциями символических степеней».
Как правило, в одной стране располагается одна юрисдикция символических степеней и по одной юрисдикции каждой из организаций дополнительных степеней (уставов), хотя из этого правила есть и исключения.

### Структурные составляющие регулярности
В настоящее время регулярное масонство складывается из трёх основных компонентов:
- 1 — соблюдение юрисдикцией ландмарок масонства;
- 2 — суверенитет юрисдикции на своей территории;
- 3 — признание юрисдикции другими аналогичными юрисдикциями[3].

## История
Масонские юрисдикции («великие ложи» и другие организации) существуют в каждой стране автономно и состоят между собой в различных отношениях, иногда дружеских, иногда враждебных или нейтральных. Для понимания структуры взаимоотношений масонских союзов нужно, в первую очередь, обозначить понятие регулярность, значение которого в масонском мире, впрочем, понимается разными масонами по-разному. Масонская организация не может быть создана кем попало и как попало. Чтобы считаться по-настоящему масонской, организация должна быть создана масонами, и согласно масонским ритуалам и правилам. Такая ложа будет называться регулярной.
Соответствие определенным правилам и называлось регулярностью во время создания первых масонских лож в Англии и континентальной Европе. Они должны были соответствовать определенным правилам, или законам, которые у вольных каменщиков называются вехами — ландмарками. Если в ложе выполняются эти законы, ложа считается регулярной. Однако история развития Братства вольных каменщиков внесла свои коррективы в простую и однозначную процедуру признания лож истинно масонскими.
Первые конфликты в масонском мире наметились между территориальными юрисдикциями Англии, Шотландии и Ирландии, а поскольку масонство распространилось на европейском континенте в первое же двадцатилетие после своего появления в Великобритании, — то конфликты поглотили также и Францию, Италию и Испанию. Закономерно, что к 30-м годам XVIII века были образованы Великие ложи Шотландии, Ирландии и Франции, отказавшиеся делиться властью с английскими властями цеха. В 1751 году появилась конкурирующая с лондонской, вторая великая ложа — Великая ложа в соответствии с древними йоркскими уложениями, которая вплоть до 1813 года вела работу автономно от Первой великой ложи, основывая новые местные ложи в Англии, Европе и Америке и посвящая новых членов. В 1813 году после продолжительных переговоров и взаимных уступок две основные великие ложи английских масонов) объединились в Объединенную великую ложу Англии.

## Ландмарки и принципы признания
Наиболее полный список масонских ландмарок, определяющих отличия масонства от любой другой организации посвятительного или иного рода, приведены видным масонским историком и правоведом Альбертом Макеем в его учебнике «Основы масонского права»:

### Ландмарки
1. Опознавательные знаки и слова.
2. Деление символического масонства на три градуса.
3. Легенда третьего градуса.
4. Братством управляет председательствующий офицер, называющийся великим мастером и избирающийся из состава братьев.
5. Великий мастер обладает правом председательствовать на любом собрании братства, где бы и когда бы оно ни проходило.
6. Великий мастер обладает властью даровать право открытия ложи и проведения в ней работ.
7. Великий мастер обладает правом давать разрешение на посвящение какого-либо брата в какой-либо градус без соблюдения обусловленных традицией сроков.
8. Великий мастер обладает правом проводить посвящение в Братство без соблюдения обычной процедуры.
9. Масоны должны собираться в ложах.
10. Когда братья собираются в ложе, ими должны руководить мастер и два стража.
11. Во время собрания любой ложи она должна соответствующим образом охраняться.
12. Каждый масон имеет право на представительство в любых общих собраниях братства, а также соответствующим образом инструктировать своих представителей.
13. Каждый масон имеет право апеллировать по поводу решения своих братьев к великой ложе или всеобщей ассамблее масонов.
14. Каждый масон имеет право посещать и присутствовать на собраниях любой регулярной ложи.
15. Ни один посетитель, не известный присутствующим братьям, или кому-то одному из них, не имеет права входа в ложу, пока не пройдет опрос или экзамен в соответствие с древними традициями.
16. Никакая ложа не имеет права вмешиваться во внутренние дела другой Ложи или же присваивать градусы братьям-членам других лож.
17. Каждый масон обязан повиноваться масонскому законодательству своей юрисдикции (по месту жительства) вне зависимости от того, состоит он в какой-либо ложе, или нет.
18. Кандидаты на посвящение в братство должны отвечать определенным требованиям.
19. Вера в существование Бога, называемого «Великий Архитектор Вселенной».
20. Вера в возрождение к грядущей жизни.
21. Книга Священного Закона является неизменной, незаменимой и неотъемлемой частью убранства любой ложи.
22. Равенство масонов.
23. Тайна организации.
24. Основание спекулятивной (умозрительной) науки на оперативных (действенных) началах, а также символическое использование и объяснение терминов данного ремесла ради обучения религиозным и нравственным принципам.
25. Эти ландмарки неизменны[9].

Традиционно принято считать, что ландмарки как базовые признаки масонской регулярности основаны на «Древних заповедях», взятых из первых масонских манускриптов, на «Конституциях Андерсона 1723 год» и «первом Общем регламенте Дж. Пейна 1720 года», составленных для «Первой великой ложи Лондона и Вестминстера». Однако существует также подтвержденное историческим опытом мнение, что ландмарки представляют собой совокупность наработанных опытом практической масонской работы правил, которые для каждой масонской юрисдикции — относительны. Доказательством этого может служить то, что в каждой масонской юрисдикции список признаваемых ей ландмарок — собственный.

## Суверенитет
Принцип суверенитета изначально подразумевал, что та или иная масонская юрисдикция распространяет свою власть на всех посвященных в масонское братство на той или иной географической территории (чаще всего — на территории страны). Принцип единства территории в современном мире постоянно нарушается наличием лож и отдельных посвященных одной юрисдикции на территории другой страны («заморские ложи»). Также в современном мире невозможно говорить о распространении власти той или иной юрисдикции на всех вольных каменщиков на своей территории, поскольку в настоящее время почти в каждой стране присутствуют ложи и масоны, по меньшей мере, двух (или более) «масонских союзов».
Также принцип суверенитета подразумевает отсутствие влияния на масонскую юрисдикцию со стороны любой светской, религиозной, военной или иной масонской власти. Данное свойство юрисдикции обычно обеспечивается, с одной стороны, отказом масонской организации от участия в любых проявлениях политической или религиозной деятельности, а с другой стороны, составлением договоров («конкордатов») с организациями дополнительных масонских степеней о невмешательстве в дела друг друга.

## Признание
Наиболее крупный из масонских союзов считается регулярным и признанным ОВЛА. Реформировав старинный список ландмарок ОВЛА в 1929 году выделила 8 основных принципов признания юрисдикции регулярной, а в 1989 году расширила список до 12 принципов.

### Двенадцать общих принципов регулярности ОВЛА
1. Масонство является посвятительным братством, основывающимся на традиционной вере в Бога — Великого Архитектора Вселенной.
2. Масонство основывается на Древних заповедях и ландмарках братства, содержащих в себе основные особые традиции ордена, соблюдение которых является неотъемлемым условием регулярности юрисдикции.
3. Масонство является орденом, принимающим в свои члены только людей свободных и безупречной репутации, согласных трудиться во имя осуществления идеалов мира, любви и братства.
4. Масонство полагает своей целью нравственное совершенствование своих членов, и, в конечном счете, всего человечества в целом.
5. Масонство налагает на всех братьев обязательство строго и точно соблюдать ритуалы и сохранять традиции масонского символизма как основу для признания другими членами духовного посвятительного ордена.
6. Масонство налагает на всех братьев обязательство уважать мнение и веру друг друга. Оно запрещает братьям какие бы то ни было дискуссии по вызывающим противоречия политическим и религиозным вопросам. Оно считает себя неизменным центром братского единения, терпимости и взаимопонимания, плодотворной гармонии между людьми, которые вне него склонны к спорам и раздорам между собой.
7. Масоны приносят свои торжественные обязательства на Книге Священного Закона своей веры, дабы приносимое ими обязательство обретало для них силу священной и нерушимой клятвы.
8. Масоны оставляют профанский мир и собираются в ложах, в которых всегда присутствуют и находятся на виду три великих Светоча ордена: Книга Священного Закона, циркуль и наугольник, и работают там с усердием и рвением, в соответствии с ритуалом и принципами и неизменными уложениями Конституции и Общего регламента послушания.
9. Масоны принимают в свои ложи только людей добрых нравов и безупречной репутации, лояльных к светским властям и благоразумных, достойных и во всех отношениях заслуживающих именоваться братьями, верующих в высокое предназначение человека и беспредельное могущество Предвечного.
10. Масоны в своих ложах культивируют любовь к своей стране, почтение к ее законам и законно избранным властям. Они считают труд во всех его формах наивысшей и почетнейшей обязанностью человека.
11. Масоны своим примером и постоянными упорными трудами смело и с достоинством блюдут масонскую тайну во имя процветания ордена.
12. Масоны обязуются помогать друг другу и защищать друг друга, даже под угрозой своей собственной жизни. Они при любых обстоятельствах сохраняют спокойствие и уравновешенность, необходимые для совершенного владения собой.

Тем не менее, данных принципов недостаточно для признания юрисдикции регулярной автоматически. Невзирая на формальное руководство этим союзом юрисдикций со стороны ОВЛА, реальное руководство процессом признания осуществляется «Комиссией по информации о признании конференции великих мастеров Северной Америки», которая на своих ежегодных совещаниях определяет соответствие той или иной юрисдикции критериям признания и выпускает рекомендации и предписания мировым масонским властям относительно масонских контактов.

## Современное состояние
В наши дни критериями формирования масонского международного союза и признания великих лож (территориальных объединений) друг другом являются:
- Соблюдение ландмарок,
- Независимость великой ложи и её высшая власть над всеми масонами на своей территории,
- Признание её другими великими ложами, независимыми и соблюдающими ландмарки.

## Регулярное масонство в России
- К регулярным и признанным ОВЛА и ВЛ США принадлежит Великая ложа России[30].